# Кабра-де-Мора
Кабра-де-Мора (ісп. Cabra de Mora) — муніципалітет в Іспанії, у складі автономної спільноти Арагон, у провінції Теруель. Населення — 88 осіб (2010).
Муніципалітет розташований на відстані близько 250 км на схід від Мадрида, 25 км на схід від міста Теруель.

## Демографія
Динаміка населення (INE ):